# Auguste Van den Steene
Auguste François Désiré Van den Steene (Brugge, 5 november 1803 - Sint-Joost-ten-Node, 6 april 1870) was een Belgisch kunstschilder en een vroege lithograaf.

## Levensloop
Auguste was een zoon van François-Bernard Van den Steene en Anne-Marie De Meester. François was notaris en amateur-schilder. Hij was gevestigd in de Sint-Amandsstraat 4 en volgde zijn vader Frans Van den Steene senior op, die eveneens notaris was en klerk van de vierschaar (1768-1795), tevens amateur-schilder.
Auguste kreeg eerst tekenles van zijn vader en trok vervolgens naar de Academie voor Schone Kunsten Brugge bij Joseph-François Ducq. In 1822 behaalde hij de prijs voor tekenen naar het levend model. In 1826 ondernam hij een lange reis naar Italië, Zwitserland en Parijs. Hij kwam terug met talrijke schetsen die hij in schilderijen verwerkte. Hij maakte daarnaast ook veel schetsen, tekeningen en schilderijen van Brugse stadsgezichten, wat hem een plaats geeft in de zogenaamde Brugse School.
In 1850 - hij woonde toen in Sint-Michiels - trouwde de zevenenveertigjarige Van den Steene met de zesentwintigjarige Esther Van Huele (°1823). Zij was de enige dochter van advocaat Jean Fidèle van Huele (1794-1825). Hij was de postume zoon van de revolutionair Jean-Othon van Huele (1760-1794) en de stiefzoon van advocaat Isidore Jullien (1773-1841).  
Op een niet nader bepaalde datum verhuisden zij naar Brussel, waar hij tot aan zijn dood als kunstschilder actief was.

## Lithografie
Nog zeer jong begon Auguste Van den Steene zich te interesseren voor de nieuwigheid van de lithografie. Hij leerde de techniek ervan aan in Brussel bij Karl Senefelder, de broer van de uitvinder Alois Senefelder.
In 1820 presenteerde hij twee lithografische prenten op de Nijverheidstentoonstelling in Gent en ontving er een bronzen medaille voor. Hiermee was hij de eerste die de lithografie in Brugge beoefende. Hij behoorde tot een (waarschijnlijk informele) vereniging van liefhebbers van de lithografie, die hem ter gelegenheid van zijn onderscheiding in Gent een feestmaal aanbood.
Van den Steene schafte zich een lithografische drukpers aan die hij opstelde bij zijn vader in de Sint-Amandstraat. Veel heeft hij hiermee niet gedaan en na een paar jaar verminderde zijn belangstelling voor de lithografie. Enkele litho's die door hem ondertekend zijn konden worden geïdentificeerd en ze dateren tussen 1821 en 1826.
Zijn belangstelling werd overgenomen door zijn jongere broer Louis Van den Steene (Brugge, 1809-1888) die in 1828 - het jaar dat hij trouwde met Jeanne Borre (1809-1838) - een lithografisch bedrijfje oprichtte onder de naam Van den Steene-Borre, eerst thuis bij zijn vader en na korte tijd in de Oude Zak. Veel werd er niet geproduceerd, vanaf 1832 werd het bedrijf niet meer vermeld in de jaaralmanak van de stad en in 1835 had hij al een andere activiteit opgenomen, die van een atelier in de Ezelstraat voor machineconstructie en metaalgieterij, onder de naam De Vulkaan. Ook dit hield niet lang stand en in 1838, nadat zijn vrouw was overleden, verhuisde hij naar Gent en daarna naar Schaarbeek.